# La hija del caníbal (novela)
La hija del caníbal es una novela de Rosa Montero publicada en 1997 por la editorial Espasa Calpe. La novela recibió el Premio Primavera de Espasa Calpe.
Fue incluida en la lista de las 100 mejores novelas en español del siglo XX del periódico español El Mundo.
En 2003 se publicó la película homónima, dirigida por Antonio Serrano, basada en la novela de Rosa Montero y protagonizada por Cecilia Roth.

## Argumento
La novela trata de las aventuras de Lucía Romero, cuyo marido es secuestrado en el aeropuerto de Barajas justo cuando iba a volar. Frente a la trama corrupta e incompetente de policías y jueces, se forma un triángulo de investigadores aficionados formado por la propia Lucía; Félix Roble, viejo anarquista; y Adrián, joven que desarrolla una relación especial con Lucía.

## Personajes
Se ha señalado como interesante aporte de la novela la creación de los dos personajes principales, el de Lucía y el del viejo anarquista Félix. Lucía aparece como un "alter ego" de la propia escritora, mujer decidida, que supera las muchas dificultades de su vida personal. Por su parte Félix añade a la novela una historia complementaria que se extiende en pormenorizada memoria de sus andanzas revolucionarias incluso con Durruti desde antes de la guerra civil.